# Made to Suffer
«Creados para Sufrir» —título original en inglés: «Made to Suffer»— es el octavo episodio de la tercera temporada de la serie de terror y apocalíptica The Walking Dead. El episodio marca el final de mitad de temporada, se transmitió en AMC en los Estados Unidos el 2 de diciembre de 2012. En España, el episodio se transmitió el 3 de diciembre mientras que en Latinoamérica el episodio se emitió el 4 de diciembre del mismo año respectivamente por FOX International. El episodio está dirigido por Billy Gierhart y el guion estuvo a cargo de Robert Kirkman. 
En este episodio Rick y su grupo atacarán Woodbury con el fin de rescatar a Glenn y Maggie; mientras, una nueva amenaza surge en la prisión, y Carl deberá hacerse cargo. 

## Argumento
Rick (Andrew Lincoln), Michonne (Danai Gurira), Daryl (Norman Reedus) y Oscar (Vincent Ward) se dirigen hacia Woodbury para rescatar a Glenn (Steven Yeun) y Maggie (Lauren Cohan) de El Gobernador (David Morrissey). Mientras se han ido, un grupo de cinco sobrevivientes los hermanos Tyreese Williams (Chad L. Coleman) y Sasha Williams (Sonequa Martin-Green y una pareja de esposos Allen (Daniel Thomas May) y Donna (Cherie Dvorak) y su hijo Ben (Tyler Chase): cruzan la prisión huyendo de una horda de caminantes y descubre una brecha en su valla y se dirigen allí. Durante el camino, Donna es mordida por un caminante. Sus gritos de ayuda son escuchados por Carl (Chandler Riggs), quien los ayuda a llevarlos a un área segura de la prisión. Donna sucumbe a la infección y después de un breve momento de silencio, Tyreese golpea su cabeza con un martillo para evitar que se reanime. Carl mantiene a los recién llegados encerrados en un área común para su custodia, un movimiento que Tyreese entiende y acepta.
En Woodbury, el grupo de Rick se cuela en un edificio mientras que, al mismo tiempo, Glenn y Maggie intentan escapar. El Gobernador ordena a Merle (Michael Rooker) y sus hombres que los ejecuten, pero cuando se acercan, Maggie apuñala a uno de los hombres con un hueso afilado, lo que les permite pasar. Rick y los demás lanzan su emboscada, lo que les permite llevar a Glenn y Maggie a un lugar seguro; Sin embargo, Michonne se va por su cuenta. Mientras ven a Glenn y Maggie mientras evitan ser detectados, Glenn le revela a Daryl que su hermano Merle está aquí, y Daryl insiste en que lo busquen. Mientras tanto, el Gobernador da órdenes a sus hombres de disparar a matar, y consciente de que sus atacantes incluyen a los amigos de Andrea (Laurie Holden), la mantiene alejada de la acción al hacer cumplir el toque de queda de la ciudad.
Michonne ingresa en la casa del Gobernador y descubre una habitación oculta donde ha mantenido las cabezas de muchos antiguos aliados, reanimados como caminantes, en tanques de acuario, así como a su hija zombificada Penny (Kylie Szymanski) encadenada. Mientras ella estudia la habitación, llega el Gobernador, y a pesar de sus súplicas de no dañar a Penny, Michonne la mata. Enfurecidos, los dos participan rápidamente en un combate. Después de romper los acuarios, Michonne usa un trozo de vidrio para apuñalar al Gobernador en el ojo, pero antes de que pueda matarlo, Andrea llega y detiene a Michonne; ella gira y huye del edificio. Andrea corre para ayudar a llevar al Gobernador al Dr. Stevens a tratar su ojo.
El grupo de Rick se prepara para luchar para salir de Woodbury, usando bombas de humo para cubrir su escape. Daryl se queda atrás para cubrir a los demás, mientras Rick se confunde momentáneamente por un hombre al que confunde a su antiguo amigo y rival Shane (Jon Bernthal). Oscar es asesinado a tiros cuando los otros escalan la pared de Woodbury, y Daryl es capturado. Rick, Maggie y Glenn se reagrupan con Michonne, que los ha estado esperando, y cuestionan si todavía les es útil. En Woodbury, el gobernador convoca una reunión de la ciudad, revelando que fueron atacados por terroristas liderados por Daryl y llevados a Woodbury por Merle. Los residentes comienzan a cantar por su sangre.

## Producción

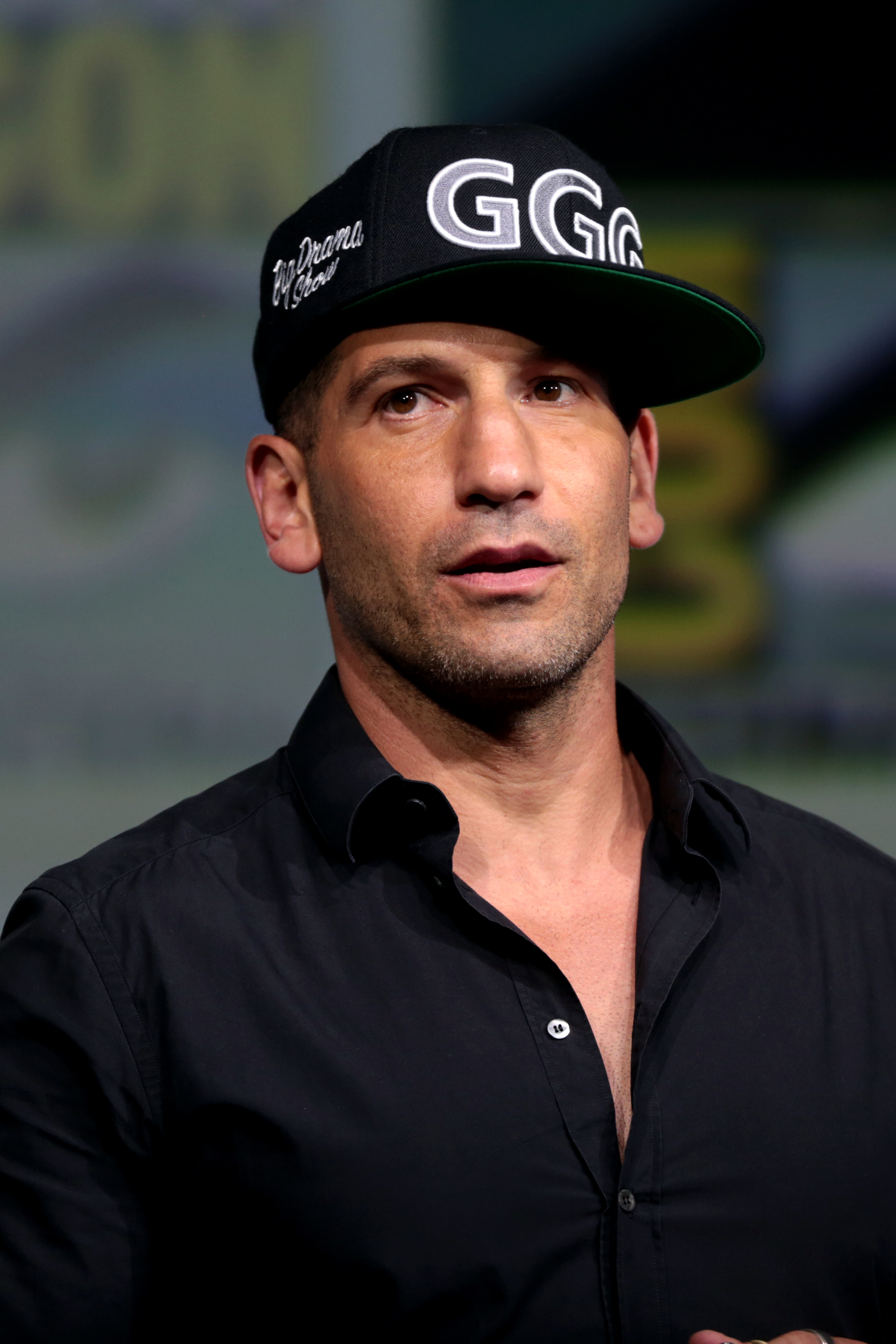
Este episodio también marca el regreso y salida del actor Jon Bernthal quien interpretó a Shane durante 2 temporadas consecutivas

Sarah Wayne Callies sigue siendo acreditada a pesar de no aparecer y que su personaje ya fue asesinado. 
El título de este episodio es una clara referencia al nombre del octavo volumen del cómic, denominado también Made To Suffer. 
Este episodio marca el regreso y a la vez salida del actor Jon Bernthal quien interpretó a Shane durante dos años consecutivos.
Además de que en este episodio, se marcó la aparición oficial de Tyreese, un personaje original y un importante aliado del grupo de Atlanta en las historietas.
Sonequa Martin-Green se une al elenco interpretando a la hermana menor de Tyreese, Sasha, un personaje exclusivo de la serie.
Chad L. Coleman fue elegido como Tyreese a mediados de 2012. En el proceso de audición, Coleman dijo: "Sabía que estaba audicionando para Tyreese. Recibí una llamada de que Robert Kirkman tenía un papel en la serie. sobre mí desde que me vio como Dennis "Cutty" Wise  [sic]  de The Wire. Me había estado mirando durante un tiempo y yo no lo sabía. Había muchos rumores en línea sobre las personas que querían que apareciera este personaje y quién debería interpretarlo y yo estaba en muchas de esas listas. Eso hizo eco de los sentimientos de Kirkman y fue a AMC y dijo: "Chad es Tyreese". Dijeron bien, pero nosotros teniamos que ver a otras personas y Kirkman dijo: "Pero es Chad". Fue por mí y yo estaba agradecido de que todo hubiera funcionado. Eventualmente hice una prueba con lados ficticios. Entré y luego tuve que regresar uno más tiempo y luego eso fue todo. Lo que más recuerdo de mi audición fue no tener un automóvil y tener que tomar el autobús a Raleigh Studios en [Hollywood]. Agradezco a Robert por su paciencia y AMC por ver lo que vio de mi, eventualmente ".
En 2012, Sonequa Martin-Green audicionó para el papel de Michonne aunque con un pseudónimo debido al secreto del proceso de audición. Cuando Danai Gurira fue elegida y Martin-Green dijo que era "la elección perfecta", la expresentadora Glen Mazzara aún quería que Martin-Green fuera parte del espectáculo y decidió darle un papel específicamente a ella. en su lugar. Ella fue elegida para un papel recurrente en  The Walking Dead  como Sasha, la hermana de Tyreese, un personaje original, exclusivo de la serie de televisión. Martin-Green explicó: "Se suponía que [Sasha] era un personaje recurrente y, a medida que avanzábamos, escogieron mi opción para ser un habitual. Es muy raro y todavía estoy bastante estupefacto al respecto, pero Glen y yo golpeamos. y aún lo aprecio. Quería trabajar conmigo y escribió Sasha para mí ". Ella fue ascendida al reparto coprotagónico para la cuarta temporada.
Después de audicionar para el papel de Michonne, ella leyó los primeros tres volúmenes de las novelas gráficas en preparación para la serie de televisión. Sabiendo que eran diferentes, ella optó por no seguir leyendo la serie de cómics para evitar estar al tanto de las historias futuras que pueden aparecer en las series de televisión.

### Actuación
El invitado más destacado del episodio fue Jon Bernthal, quien regresó en la serie para interpretar una ilusión de Shane presenciada únicamente por Rick.

## Recepción
El episodio fue revisado positivamente por la mayoría de los críticos. Zack Handlen, escribiendo para The A.V. Club, calificó el episodio B + en una escala de A a F. Eric Goldman en IGN dio el episodio 9.3 de 10, diciendo que "este fue otro gran episodio de The Walking Dead y un final fuerte para esta mitad de la temporada. En la temporada 3,  The Walking Dead  tiene convertido en un espectáculo que quizás esté menos arraigado y sea "realista", en medio de su escenario de género, de lo que alguna vez se sintió, pero este es fácilmente el más entretenido y emocionante que haya sido por un período prolongado ". Erik Kain, de la revista Forbes, dijo que era "un episodio fuerte en general, incluso si la incorporación de nuevos personajes era demasiado para empacar en la hora". El periodista Nate Rawlings de la revista Time sintió que "Made to Suffer" fue una gran obra del equipo de Glen Mazzara, cuya "mayor hazaña" para esta temporada es reunir las diferentes historias de Woodbury y la prisión a través de los hermanos Merle y Daryl encontrándose "en lados opuestos de una guerra, una historia tan antigua como las historias mismas, "lo que impulsa a la audiencia a" un clímax increíble para finalizar la primera mitad de esta temporada ". Funeralwise.com encontró que "The Walking Dead" fue el programa más violento en la televisión en el otoño de 2012, con 308 cadáveres muertos (o zombis) en los ocho episodios transmitidos durante la tercera temporada del programa.

## Audiencia
Tras su emisión inicial el 2 de diciembre de 2012, "Made to Suffer" fue visto por aproximadamente 10.48 millones de espectadores, ligeramente arriba del episodio anterior.